# Justus Heinrich Müller

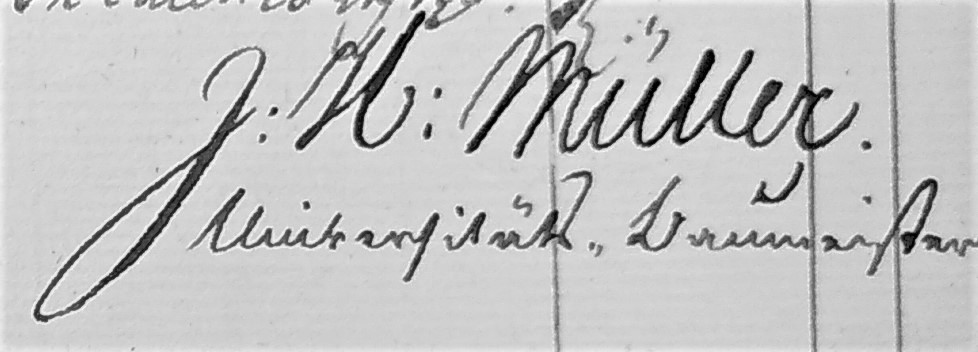
Signatur von Justus Heinrich Müller, 1817

Justus Heinrich Müller (* 29. September 1783 in Kassel; † 28. Oktober 1825 in Göttingen) war ein deutscher Architekt und Baubeamter.

## Ausbildung und Wirken
Justus Heinrich Müller studierte Architektur bei Heinrich Christoph Jussow an der Kunstakademie Kassel. Wohl ab 1801 war Müller unter Jussows Leitung in der kurhessischen Bauverwaltung angestellt. Am 23. April 1803 immatrikulierte er sich an der Georg-August-Universität Göttingen im Fach Mathematik und studierte bis 1805.
Müllers mutmaßliches Erstlingswerk als selbständiger Architekt und „Entreprenneur“ war das 1809 errichtete Gewächshaus im Botanischen Garten in Göttingen, mit dem sich Müller 1810 erfolgreich um die Anstellung als Distriktsingenieur für öffentliche Bauten im Leine-Departement des Königreichs Westphalen bewarb. Er war dort zuständig für Kasernen-, Brücken- und Gefängnisbauten sowie Aufträge aus Fürstenhäusern. Am 17. November 1811 wurde ihm auch das Amt des Universitätsarchitekten in Göttingen (als Nachfolger von Heinrich Julius Oppermann) übertragen, wo er zunächst zusammen mit Friedrich Weinbrenner den Umbau der Paulinerkirche zur Universitätsbibliothek plante und durchführte. Nach dem Ende des Königreichs Westphalen bewarb sich Müller auch auf die Stelle des Klosterbaumeisters, die er am 5. April 1814 erhielt, wobei er sich gegen seinen Vorvorgänger Georg Heinrich Borheck durchsetzen konnte, der seine alte Stelle wieder begehrte. In der Folge war Müller zusätzlich zuständig für die Bauten der Klosterämter Weende, Diemarden, Mariengarten, Marienstein und Reinhausen. Die von allen vorgesetzten Seiten anerkannte Amtsführung Müllers führte im Zusammenhang mit der territorialen Neugliederung nach dem Wiener Kongress zur Übertragung noch weiterer Aufgaben: 1817 wurden ihm auch die Dominal-Bau-Angelegenheiten in den Ämtern Bovenden und Neuengleichen anvertraut. Schließlich unterstand Justus Heinrich Müller als Architekt also drei Dienstherren – der Universität, der Klosterkammer und der königlichen Domänenkammer. Seine stattlichen Einkünfte waren einem Professor vergleichbar, wenn man Vergütungen für spezielle Aufgaben und Privataufträge hinzurechnet.
Müller zog sich 1825 auf einer Baustelle eine lebensgefährliche Erkältung zu, der mit einer vierwöchigen Kurreise nach Ems und Wildungen nicht zu begegnen war und die zum frühen Tod im Alter von nur 42 Jahren führte. Nachfolger im Amt des Universitätsbaumeisters wurde Otto Praël.

## Lehrtätigkeit
Bereits im Februar 1809 erhielt Müller die Erlaubnis als privater Lehrbeauftragter Vorlesungen an der Universität Göttingen halten zu dürfen. Seine Lehrangebote zur Architektur, die ein Teil der mathesin applicata waren, behandelten praktische Geometrie, ökonomische Baukunst, höhere Architektur, Unterricht im Planzeichnen und in einzelnen Teilen der Mathematik. Doch musste Müller das Angebot 1812 wegen seiner umfangreichen praktischen Aufgaben als Baubeamter größtenteils wieder einstellen. So kündigte er im Sommersemester 1812 nur noch eine einzige Veranstaltung für Frühaufsteher an: „Die practische Geometrie [...] Hr. Districts-Baumeister Müller verbunden mit Uebungen in militärischen und topographischen Vermessungen, drey Mahl wöchentlich, des Morgens von 5 bis 8 Uhr.“

## Familie
Justus Heinrich Müller war der Sohn des Kammerdieners Johann Heinrich Müller und dessen Ehefrau Christina Müller geb. Schad. Der Vater diente bei Friedrich Wilhelm Freiherr von Veltheim (1743–1803). Veltheim war zunächst Kammerherr, dann Oberhofmarschall am Kasseler Hof und zudem Präsident der Kunstakademie. 1800 beauftragte Veltheim die Projektierung seines Braunschweiger Palais an Heinrich Christoph Jussow, der dann wahrscheinlich Justus Heinrich Müllers Studium in Kassel ermöglichte.
Müller heiratete 1818 in Genin bei Lübeck Dorothee Jewe (1793–1854). Aus der Ehe gingen zwei Kinder hervor. Die Witwe Müller übersiedelte kurz vor ihrem Tod 1854 nach München zu ihrem Sohn, dem Bildhauer Ernst Müller.

## Bauten und Entwürfe
- 1809: Neues Gewächshaus im Botanischen Garten Göttingen, Untere Karspüle (abgebrochen)[4]
- 1808–1812: (Nach Vorentwurf von Friedrich Weinbrenner von 1803[12]) Umbau der Paulinerkirche in Göttingen für die Universitätsbibliothek mit horizontaler Teilung durch Einziehen einer Zwischendecke; Papendiek 12 (1944 kriegszerstört, wiederaufgebaut ohne den historischen Büchersaal im Obergeschoss)[13][14]
- bis 1816: Vollendung der Sternwarte Göttingen (nach ersten Entwürfen von 1802 von Georg Heinrich Borheck, die von August Leopold Crelle überarbeitet wurden), Geismar Landstraße 11[15]
- 1819: eisernes Stakett für das Grabmal Erichs I. in Hann. Münden, in der St.-Blasius-Kirche[6]
- 1821: Umbau eines Hauses zur Tierarzneischule in Göttingen, Groner Landstraße 1 (nach 1892 abgebrochen)[16]
- 1821: Planung zur Sicherung des Wartturms auf der Burg Plesse[17]
- 1821–1822: Neubau der Universitäts-Apotheke in Göttingen, Markt 6[15][6]
- 1821–1822: Ausbau der St.-Nikolai-Kirche zur Universitätskirche in Göttingen, Nikolaikirchhof 1[18]
- 1821: Triumphbogen als Ehrenloge für den Empfang von König Georg IV. in Göttingen, auf dem Gelände des Universitätsreitstalls (1905 abgebrochen)[19][6][20][21]
- 1822–1824: Neubau der Justizkanzlei in Göttingen, Wilhelmsplatz 2[22]
- 1823: Umbau des Bibliothekssaals der ehemaligen Paulinerkirche Göttingen im hinteren Chorteil, nach den Vorschlägen des Altertumswissenschaftlers Carl Otfried Müller zum Antikensaal (Römersaal)[15]
- ab 1819: Planungen für die Neue Anatomie (Theatrum Anatomicum) in Göttingen, heute: Berliner Straße. Das Projekt ist 1827–1829 von Otto Praël ausgeführt, am 7. April 1945 kriegszerstört[23][24][25][26][27]

Müllers architekturgeschichtlich bedeutendstes Werk war sein Entwurf zur Neuen Anatomie in Göttingen, deren Bau jedoch erst nach seinem Tod ausgeführt wurde. Im Vorfeld der Planung unternahm Müller 1817 eine zweimonatige Studienreise zu anatomischen Theatern in Dresden, Leipzig und Berlin.

Galerie
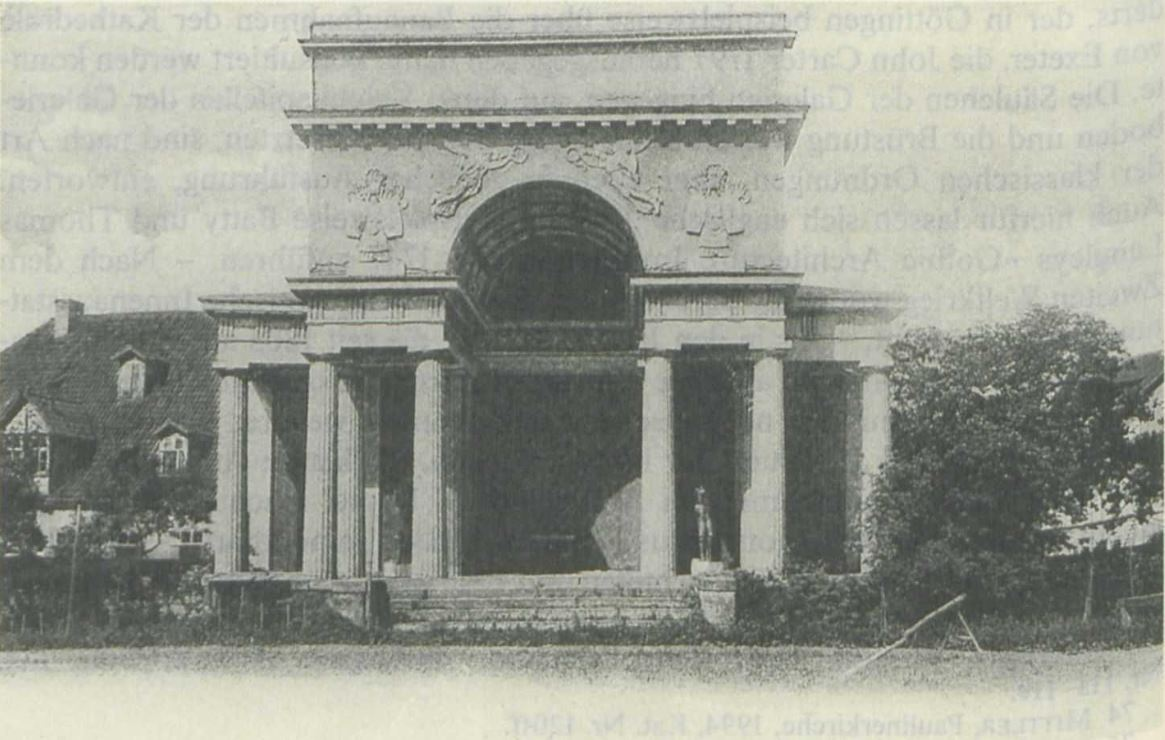
Triumphbogen für den englischen König Georg IV. in Göttingen, 1821 (Foto vor 1905)
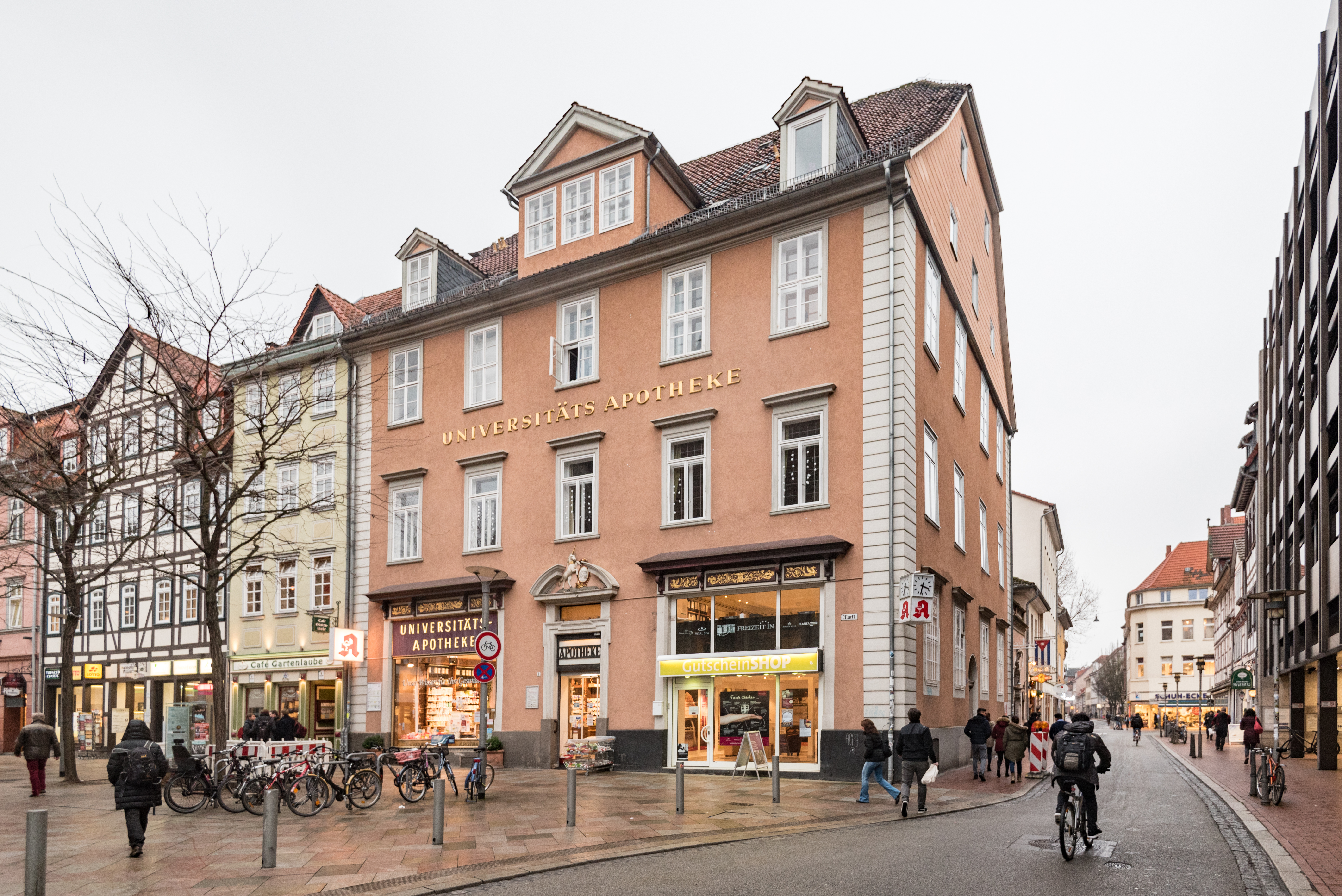
Universitäts-Apotheke Göttingen, Markt 6, 1821–1822 (2018)
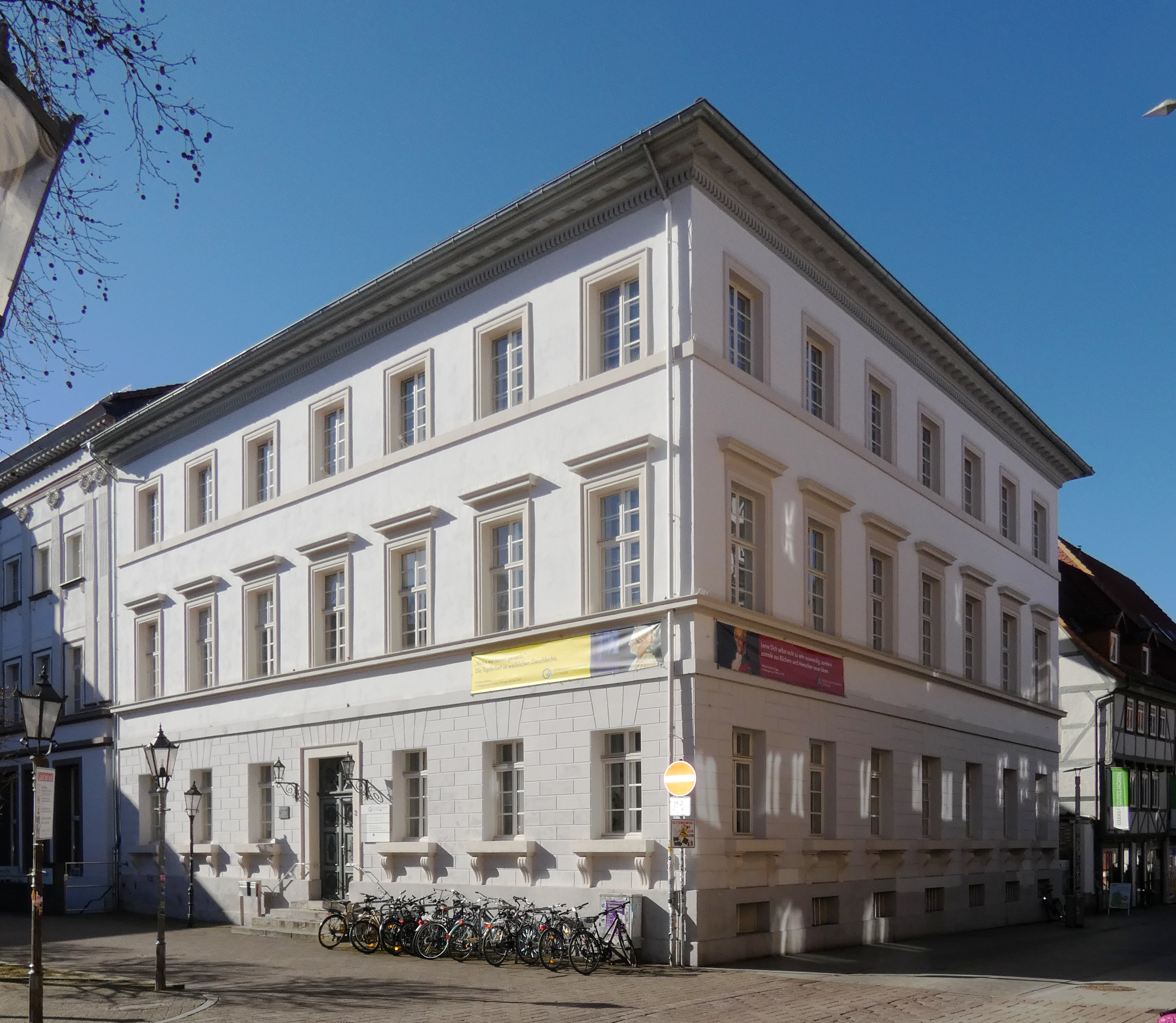
Justizkanzlei Göttingen, Wilhelmsplatz 2, 1822–1824 (2025)
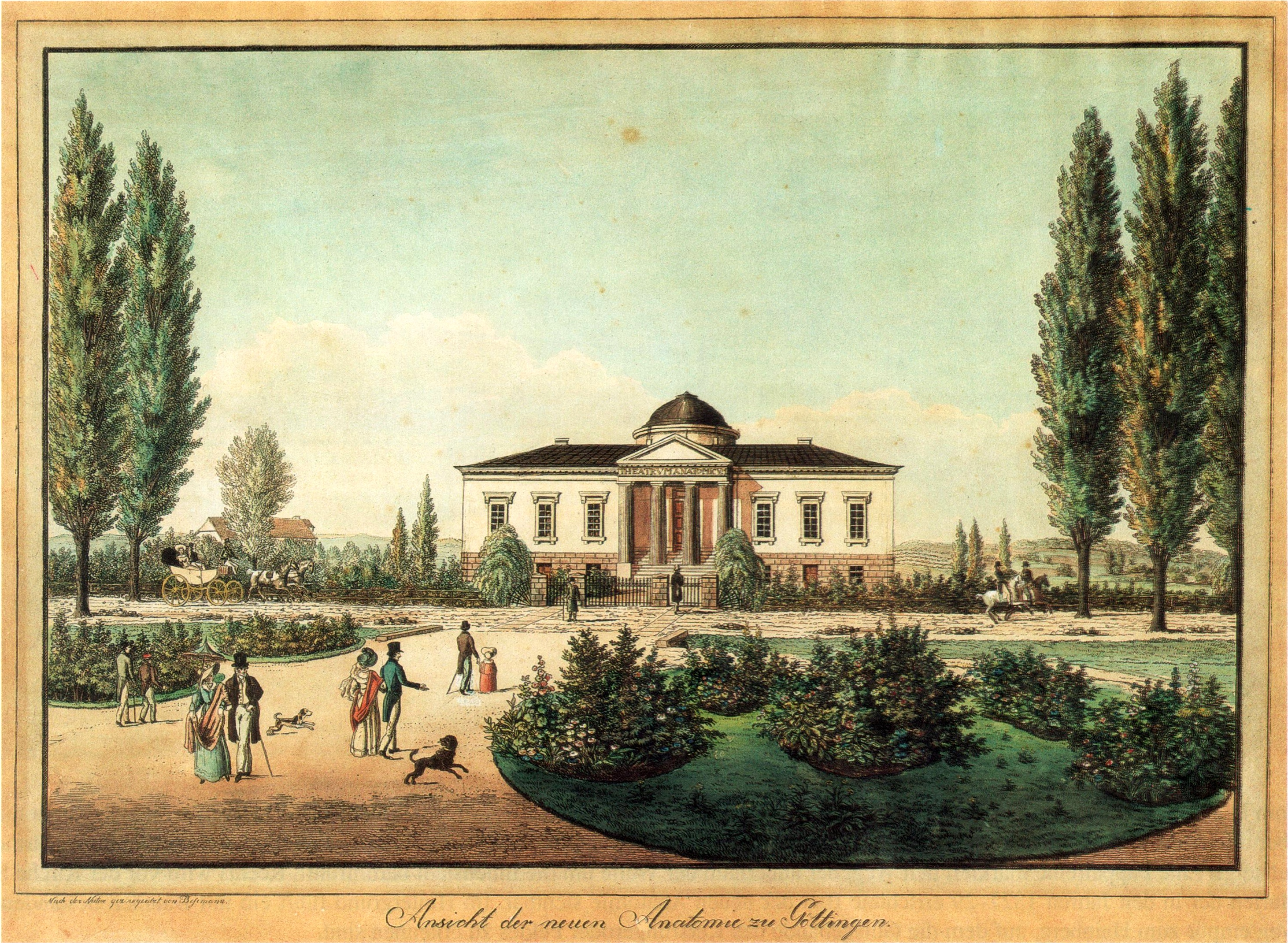
Neue Anatomie Göttingen, 1827–1829 (Stich von Friedrich Besemann, 1829/30[28])
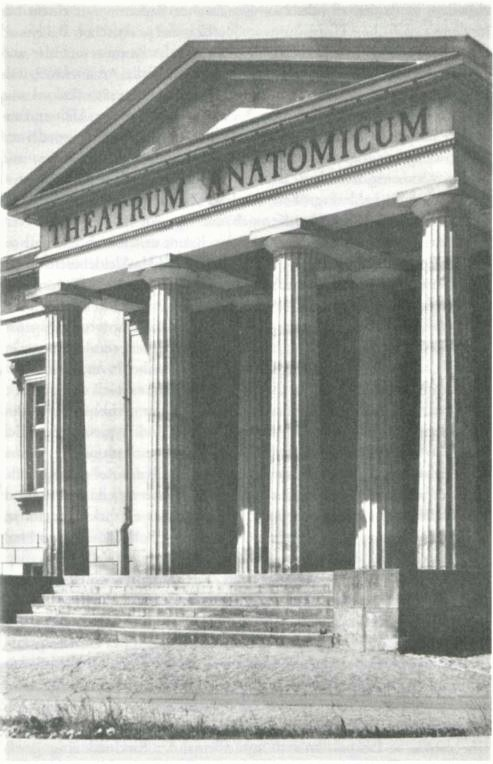
Neue Anatomie Göttingen, Portikus, 1827–1829 (vor 1945)

## Archivalien
- Bestallung des Kloster- und Universitätsbaumeisters Müller (1813–1825). – Personalakte im Universitätsarchiv Göttingen (Signatur: Kur. 9696)[29]